# Бетлехем (ЮАР)
Бетлехем (африк. Bethlehem) — город на востоке южноафриканской провинции Фри-Стейт.

## География и климат
Город находится на высоте 1700 м над уровнем моря, что способствует морозным зимам и умеренному лету. Среднегодовая температура 24 °C. Минимальная зафиксированная температура воздуха зимой, в июле, составила −10°C.
Расположен на реке Либенбергс в плодородной долине к югу от горного массива Ройберг (Красные горы) у национального шоссе N5, примерно в 240 км к северо-востоку от Блумфонтейна, 140 км к востоку от Крунстада и в 90 км к западу от Гаррисмита.
Город находится в самом центре живописного природного региона на северо-востоке Фри-Стейта. Изначально город был центром местного бизнеса в сфере обслуживания. Город является административным центром муниципалитета Дихлабенг в составе района Табо-Мофутсаньяна.
Рядом с городом расположен пригород-спутник Бохлоконг (на языке сесото — «место боли»).

## История
Основан в 1870 г. как ферма Преториуса Клоофа, переселенца с запада страны, и назван в честь библейского Вифлеема.